# Gucci
Gucci (итал, транскр. Гучи) је италијански модни бренд, део Гучи Групе, мултинационалне француске компаније, у власништву Керинг компаније, раније познате као PPR. Гучи је основао Гучио Гучи у Фиренци 1921. године. Према BusinessWeek магазину, Гучи је у 2008. години зарадио око 4,2 милијарди евра, и тиме се попео на 41. место на листи ’’Топ 100 светских брендова” за 2009. годину. Ту листу једном годишње саставља сам часопис у сарадњи са Interbrand-ом.
Гучи је, такође, и најпродаванији италијански бренд, послујући са око 278 својих продавница широм света (подаци из септембра 2009. године), као и велепродајом по другим продавницама и робним кућама. Године 2013, овај бренд је вреднован на 12,1 милијарди америчких долара, сa продајом од 4,7 милијарди. Исте године се Гучи нашао на 38. месту на Форбсовој листи највреднијих брендова.
На деведесетогодишњицу од отварања, 2011. године, отворен је Гучи музеј у Фиренци. До данас Гучи је постао један од најпознатијих, најпрестижнијих и најпрепознатљивијих модних брендова на свету.

## Историјат
Дом Гучи, или једноставно познатији као Гучи, је настао 1921. године. Отворио га је Гучио Гучи (1881 – 1953) у својој родној Фиренци и то као мало предузеће и продавницу кожне галантерије. Инспирацију за отварање предузећа ове врсте је добио у Лондону док је радио за луксузни хотел Савој. Видевши префињену елеганцију енглеске аристократије, поставио је себи циљ да то пренесе и у Италију. Као мотив је проналазио искусне тосканске занатлије.
Следећих пар година, Гучи опстаје, проширује се и највише се оријентише на производњу торби, ковчега, рукавица, обуће и каишева, све од коже. Године 1938, Гучи се проширио и отворио је прву продавницу у Риму. Сам Гучио је дизајнирао многе значајне производе компаније. Велики део Гучијевих купаца су били локални аристократи који су се бавили јахањем коња и њихова потражња довела је до тога да Гучи развије јединствену коњичку линију производа.
Суочени са недостатком страних залих за време тешких година фашистичке диктатуре у Италији, Гучи почиње да експериментише са неуобичајеним материјалима, попут конопље, лана и јуте. Године 1947, Гучи у свој асортиман производа уводи Bamboo Bag - торбу која постаје препознатљиви знак Гучија. Једна од најсуптилнијих иновација је било увијање штапа за ручку на тој торби, која је по свом облику подсећала на јахачко седло. И данас је таква торба обавезан модни аксесоар члановима краљевских породица и многих славних личности.
Током 1950-их, заштитни и препознатљив знак Гучија постају зелено-црвено-зелене траке на производима, опет у коњичком стилу. Отворивши продавнице у Милану и Њујорку, Гучи почиње да гради своје место у луксузном свету моде.
Гучио Гучи је умро 1953. године, а његови синови Алдо, Васко, Уго и Родолфо су преузели посао.
Гучијеви производи су брзо постали увек актуелни ванвременски дизајнирани модни детаљи, незаобилазни код многих славних личности. Гучи је постао синоним за елеганцију и префињеност у Џет сету. По први пут ради и по личној поруџбини за Грејс Кели, принцезу од Монака, креирајући свилену мараму са цветним принтом. Такође, једна торба на раме коју је носила Џеки Кенеди, супруга америчког председника Џона Ф. Кенедија, постала је популарна као торба Џеки О.
Након Гучиове смрти, његов син Алдо је као један од руководиоца помогао да Гучи настави своју експанзију, отварајући продавнице у Лондону, Палм Бичу, Паризу и на Беверли Хилсу. Чак иако се компанија ширила, породица је била позната по унутрашњим сукобима. Спорови у вези наследства, акције газдинства, често су биле основе свађа ове породице. У то време, средином шездесетих, Гучи усваја лого који чине два спојена латинична слова G, креирајући још један непогрешив Гучи симбол.

## Парфеми
1974. Gucci No. l (Ж)

1976. Gucci pour homme

1982. Eau de Gucci

1985. Gucci No. 3 (Ж)

1988. Gucci Nobile (M)

1991. L'Arte de Gucci

1995. Eau de Murano

1995. Gucci Accenti (Ж)

1996. TBA (Ж)

1997. Gucci Envy (Ж)

1998. Envy for Men

1999. Rush (Ж)

2000. Rush for Men

2001. Rush 2 (Ж)

2002. Rush 2 (M)

2002. Gucci Eau de Parfum (Ж)

2003. Gucci Homme (M)

2003. Gucci Eau de Parfum 2 (Ж)

2004. Gucci Rush Summer (Ж)

2004. Envy Me (Ж)

2004. Gucci Eau de Parfum II (Ж)

2006. Envy Me 2 (Ж)

2007. GUCCI (Ж)

2007. Gucci Pour Homme II

2008. Gucci by Gucci EDT (Ж)

## Познате личности
Готово свака позната личност је бар једном носила неки комад етикете Гучи. Међу њима су Џеки Оназис, Софија Лорен, Рок Хадсон, Волис Симпсон, војвоткиња од Виндзора, Сидни Поатје, Одри Хепберн, Ким Новак, Елизабет Тејлор, Кларк Гејбл, Џон Вејн, Џек Николсон, Мадона, Гвинет Палтроу, Елизабет Херли, Шарлиз Трон, Мараја Кери, Џеј-Зи, Снуп Дог, Фифти сент, Логан Пол, и многи други.<